# Protestele din Bulgaria (2020)
Protestele din Bulgaria din 2020 au început pe 9 iulie, cu cerințe de demisii ale primului ministru Boyko Borisov și ale procurorului general Ivan Geshev . Aceștia pretind că se opun mafiei, corupției  și nelegalității în guvernarea țării,  , precum și restricțiilor privind libertatea de exprimare. Motivul organizării protestelor este o serie de evenimente legate de acțiunile puterii executive și ale puterii juridice.   Cerințele oamenilor protestatari sunt demisia cabinetului și a procurorului general.
Sute de demonstrații au avut loc în Captială, inclusiv în fața Guvernului Central, a Parlamentului, a Președinției, a Camerei Judiciare, precum și în fața ambasadelor și consulatelor bulgare, a Comisiei Europene, a Parlamentului European si altii. Zeci de intersecții și străzi principale din orașele mai mari ale Bulgariei, precum și autostrăzi și alte puncte de control la frontieră, au fost blocate periodic.
La protest au participat oameni cu puncte politice de vedere diferite.
Ocazia a fost provocată de năvălirea procuraturii generale în președinție pentru a căuta cabinetele celor mai apropiați colaboratori ai Președintelui Rumen Radev – Iliya Milushev și Plamen Uzunov. Mai apoi amândoi au fost arestați. Perchiziția procuraturii generale s-a întâmplat o zi după o cuvântare a președintelui, în cuvântarea asta a anunțat că va opri garda serviciului național de securitate a doi politicieni cu prestigiu – deputatul Delyan Peevski și fostul deputatAhmed Doğan, membri ai partidului Mișcarea pentru Drepturi și Libertăți DPS. Cei doi sunt considerați ca o parte dintre modelul oligarhic al Bulgariei. Această acțiune a procuraturii momentan a stârnit un val mare de proteste. Cerințele protestatorilor erau demisia șefului general Ivan Geshev și a guvernului lui Boiko Borisov, lider al partidului Cetățenii pentru Dezvoltarea Europeană a Bulgariei GERB.
Afirmațiile procurorului șef Ivan Geshev se constă în faptul că protestele nu se bucură de încrederea necesară.
Valul mare de proteste a mai durat 4 luni. În luna noiembrie, având în vedere faptul că încreșterea numărului celor contaminați de COVID-19, numărul protestatarilor a scăzut. Protestul nu a reușit să obțină succes.
legătură=https://bg.wikipedia.org/wiki/%D0%A4%D0%B0%D0%B9%D0%BB:Ostavka_1.jpg|miniatura|Ziua întâi a protestelor antiguvernamentale